# Butalbital
El butalbital, aunque con un ATC trunco, pertenece a la familia de los barbitúricos y posee una acción corta a intermedia. Posee muchas de las características de otros miembros de la misma familia farmacológica.
La droga es un sedante potente. El uso médico primario del butalbital es, principalmente, para tratar el dolor de cabeza o cefalea. También se ha encontrado que dicho componente es eficaz en el tratamiento del dolor de la cirugía oral.

## Inconvenientes
En cantidades excesivas, el butalbital puede interferir con la respiración e inducir al coma. El medicamento puede aumentar la temperatura corporal, causar enrojecimiento de la piel, disminuir la destreza manual y provocar confusión y aturdimiento, todo lo cual recuerda a los efectos del alcohol. Comparado con otros barbitúricos, el butalbital es de acción más bien corta, lo que puede tener la ventaja de disminuir el tiempo en que los usuarios experimentan los efectos no deseados.

## Factores de abuso
El uso excesivo puede causar problemas tanto cuando se toma el medicamento activamente como cuando se detiene el medicamento. 
Uso Excesivo
Se reportó un caso en el que se sospechaba que el butalbital promovía períodos de vagabundeo sin que la persona recordara lo sucedido durante esos momentos. 
Una dosis única de mil miligramos (mg) se considera una dosis venenosa; y una mujer que tomó 900 mg al día durante más de dos años desarrolló alucinaciones, convulsiones y delirio cuando dejó el medicamento; fue necesaria la hospitalización. 
Dos personas que tomaron 1,500 mg al día durante meses, sufrieron de confusión, experimentaron alucinaciones y necesitaron ayuda médica para desintoxicarse. 
Supresión
Las personas que toman butalbital para la migraña han tenido convulsiones graves al suspender el medicamento. 
Algunos médicos consideran que el abuso de drogas es una causa de dolor de cabeza crónico, una creencia que puede hacer que la prescripción de una sustancia controlada como el butalbital sea un tema delicado si un paciente se queja de un dolor de cabeza diario.

## Interacciones con otras drogas
Los inhibidores de la monoaminooxidasa (IMAO) pueden incrementar los efectos del butalbital. Al igual que otros barbitúricos, el butalbital puede aumentar los efectos del alcohol y los tranquilizantes. Se sospecha que el butalbital reduce los niveles sanguíneos de imipramina, por lo que las personas que toman antidepresivos tricíclicos como la imipramina pueden necesitar controlar los niveles sanguíneos.

## Uso en el embarazo
Los experimentos con animales aparentemente no indican potencial para causar defectos de nacimiento, pero un gran estudio de los resultados del embarazo humano no encontró ningún vínculo entre el medicamento y los defectos de nacimiento. En un caso, cuando una mujer embarazada que usaba butalbital dio a luz, el niño experimentó convulsiones identificadas como síntomas de abstinencia al butalbital. Esos síntomas desaparecieron cuando el bebé recibió otro barbitúrico en una dosis gradualmente decreciente que retiró al niño de la droga.

## Combinaciones
Existen productos con diversas combinaciones de fármacos, como el paracetamol, aspirina o cafeína, principalmente prescritos para migrañas.